# Горелик, Марк Борисович
Марк Борисович Горелик (22 марта 1922 или 21 марта 1922, Харьков — 3 апреля 2013, Москва) — российский художник-постановщик

, заслуженный художник РСФСР.

## Биография
Родился в 1922 году в Харькове.
Участник Великой Отечественной войны.
В 1951 году окончил ВГИК. Художник-постановщик, работал на киностудии им. М. Горького, на его счету было более 30 кинокартин.
Умер 3 апреля 2013 года. Прощание состоялось 6 апреля в Ритуальном зале Боткинской больницы. Похоронен на Миусском кладбище.

## Награды и признание
- Заслуженный художник РСФСР (1976).
- Орден Красной Звезды (1.8.1979)[2].
- Орден Отечественной войны II степени (6.4.1985)[3].

## Фильмография
1. 1955 — Самоуверенный Карандаш
2. 1956 — Своими руками
3. 1957 — Не на своём месте
4. 1959 — Отчий дом[8]
5. 1960 — Девичья весна[9]
6. 1960 — Простая история
7. 1961 — Карьера Димы Горина
8. 1962 — Весёлые истории
9. 1963 — Альманах «Юность» (новелла «Подсолнух»)
10. 1963 — Штрафной удар
11. 1964 — Лёгкая жизнь
12. 1965 — Приезжайте на Байкал
13. 1966 — Всадник над городом
14. 1967 — Прямая линия
15. 1968 — Это было в разведке
16. 1969 — Фитиль (выпуск № 91 «Накрыли»)
17. 1970 — О любви
18. 1970 — Серебряные трубы
19. 1972 — Земля, до востребования
20. 1973 — Свой парень
21. 1974 — Ералаш — выпуск № 2, сюжет «Не надо волноваться»
22. 1975 — Пропавшая экспедиция
23. 1975 — Ералаш — выпуски № 3-5 (все сюжеты, указан в общих титрах выпусков)
24. 1976 — Золотая речка
25. 1977 — Исчезновение
26. 1977 — Риск — благородное дело
27. 1979 — По данным уголовного розыска
28. 1979 — Похищение «Савойи»
29. 1980 — Ночное происшествие
30. 1982 — Возвращение резидента
31. 1983 — Нежный возраст
32. 1984 — Медный ангел
33. 1985 — Тайная прогулка
34. 1986 — Конец операции «Резидент»
35. 1987 — Пощёчина, которой не было
36. 1987 — Разорванный круг
37. 1988 — Пусть я умру, Господи
38. 1989 — Биндюжник и король[10]